# Candida corydali
Candida corydali är en svampart som beskrevs av N.H. Nguyen, S.O. Suh & M. Blackw. 2008. Candida corydali ingår i släktet Candida, ordningen Saccharomycetales, klassen Saccharomycetes, divisionen sporsäcksvampar och riket svampar.   Inga underarter finns listade i Catalogue of Life.